# Armenier-Gedenkstätte in Marseille
Die Armenier-Gedenkstätte in Marseille ist eine Säule aus COR-TEN-Stahl bei der armenischen Kirche Sankt Sahak und Mesrop an der Avenue du Prado.
Die Gedenkstätte erinnert an den Tod von bis zu 1,5 Millionen armenischen Bürgern des Osmanischen Reiches während des Völkermords an den Armeniern im Ersten Weltkrieg sowie an die armenischen Kämpfer auf Seiten Frankreichs im Zweiten Weltkrieg.
Das Monument wurde im Jahre 1973 eingeweiht. Es ist eine verkleinerten Nachbildung des in der armenischen Hauptstadt Jerewan stehenden Zizernakaberd-Denkmals. Eine Tafel trägt auf Französisch die Inschrift „Zur Erinnerung an 1 500 000 Armenier, Opfer des Völkermords, angeordnet von der türkischen Regierung 1915 – Zum Ruhm der armenischen Kämpfer und Widerstandskämpfer, die für die Freiheit und Frankreich gestorben sind“.
Aus Protest gegen das Denkmal rief die türkische Regierung 1973 ihren Botschafter aus Frankreich zurück.